# Linares, Chile
Linares är en stad i centrala Chile, och är huvudort för en provins med samma namn som staden. Folkmängden uppgick till cirka 74 000 invånare vid folkräkningen 2017.